# Iszet (főpapnő)
Iszet (Aszet, Ízisz) ókori egyiptomi hercegnő és főpapnő a XX. dinasztia idején, Ámon isteni felesége; VI. Ramszesz fáraó és Nubheszbed nagy királyi hitves lánya, VII. Ramszesz testvére.
Vele éledt újjá a fontossága a XVIII. dinasztia elején jelentős, később azonban fontosságából veszítő Ámon isteni felesége és Ámon isteni imádója címeknek, melyek közül az előbbi gyakorlatilag Ámon főpapjának női párjává tette viselőjét. Ámon főpapnői innentől  fokozatosan egyre nagyobb hatalomra tettek szert. Korábban királynék viselték ezt a címet, feltehetőleg Iszettel kezdődött az a hagyomány, hogy a főpapnő cölibátusban élt.
Ábrázolják Koptoszban egy sztélén (ma a Manchesteri Múzeumban őrzik, katalógusszám: 1781). Beiktatását Ámon isteni felesége pozíciójába egy kőtömbön örökítik meg, melyet Dirá Abu’l Nagában találtak. Itt neve kártusban szerepel, címével együtt.